# Яндова, Зора
Зора Яндова (чеш. Zora Jandová ; 6 сентября 1958, Прага) — чешская певица
, актриса
, радиоведущая, спортсменка, автор текстов, композитор .

## Биография
До 1982 года училась на театральном факультете Академии музыкальных искусств в Праге. С 1982 по 1985 год выступала на сцене Национального театра в Праге. Играла в театрах «Viola» и «Semafor».
Как эстрадная певица, сотрудничает, в основном, со своим мужем, композитором Зденеком Мертой, в музыкальных постановках которого выступает, в том числе, на сцене Городского театра в Брно. Сотрудничает с Чешским радио.
Снимается в кино и на телевидении. Участвовала в съёмках более 35 фильмов.
Является тренером и представителем Чехии по китайскому боевому искусству Тайцзицюань, в 2002 году заняла семнадцатое место в этом виде спорта на чемпионатах мира как лучшая европейка.

## Избранная фильмография
- 1979 — Postavení mimo hru
- 1982 — Vinobraní
- 1983 — Третий принц
- 1984 — Poločas štěstí
- 1984 — Všechno nebo nic
- 1985 — Mravenci nesou smrt
- 1986 — Dva na koni, jeden na oslu
- 1989 — Evropa tančila valčík
- 1993 — Семь воронов
- 1996 — Passage
- 1996 — Мегрэ (телесериал)